# Tre somre
|  | Denne artikel er oprettet af botten PalnaBot ud fra en ekstern database. Den kan derfor have sproglige fejl eller mangler. Denne skabelon kan fjernes efter kontrol af indholdet. |

Tre somre er en kortfilm instrueret af Carlos Oliveira efter manuskript af Carlos Oliveira, Morten Kirkskov.

## Handling
Hver sommer kommer udenlandsdanskeren Jørgen sammen med sin kone hjem til Danmark. Her mødes de med Birgitte, Peter og deres søn Thomas, som har et sommerhus i nærheden. Jørgen og Thomas har noget tilfælles, og efter de andre er gået i seng, går de en tur på stranden, hvor Jørgen konfronterer Thomas og spørger, hvorfor han er så trist. Thomas vil have en hemmelighed til gengæld for sin egen. De afslører hver deres hemmelighed, og det får store konsekvenser for de efterfølgende somre og for deres indbyrdes forhold.